# Baszta Kaszana
Baszta Kaszana, Baszta Prochowa – cylindryczna wieża o średnicy 5,6 metrów i wysokości 21 metrów, zbudowana z cegły, przykryta dachem namiotowym, wchodząca w skład murów obronnych Trzebiatowa. W przyziemiu znajduje się loch więzienny wysokości 4,7 m, z nowym prostokątnym otworem wejściowym od strony wewnętrznej. Pierwotne wejście do baszty umieszczone w prostokątnej niszy znajdowało się na 2 kondygnacji, wchodziło się z ganku obronnego na murze (od strony wschodniej). W 2 i 3 kondygnacji od strony zewnętrznej szczelinowe otwory strzelnicze rozmieszczone nieregularnie. U szczytu widać konsolki wspierające istniejący dawniej taras wartowniczy (widoczny na rycinie Lubinusa). Całość zwieńczona była pierwotnie wieżyczką z ceglanym stożkiem.
Baszta Kaszana zbudowana została w 1 połowie XIV wieku w celu wzmocnienia obrony w narożniku miejskich murów obronnych oraz jako punkt obserwacyjny od strony rzeki Regi. W okresie późniejszym z przeznaczeniem na skład prochu. W XV wieku została podwyższona. Na początku XIX wieku przebudowana i nakryta nowym dachem. W XIX wieku obok baszty (być może w miejscu furty) wykuto furtkę z nadprożem opartym o ścianę baszty. Baszta została odbudowana w 1994 roku (nowy dach, schody, stropy). Udostępniona do zwiedzania w okresie wakacyjnym. Zabytkiem opiekuje się Stowarzyszenie Historyczny Trzebiatów Chąśba.
Znana jest przede wszystkim z legendy, według której w XV wieku jeden ze strażników pilnujących w nocy murów miał upuścić z wieży misę z gorącą kaszą. Spadła ona na głowę jednego z gryficzan szykujących się do szturmu na Trzebiatów. Wypadek ten ocalił miasto przed podstępnym atakiem.
W związku z legendą o Baszcie Kaszanej w Trzebiatowie co roku w okresie letnim odbywa się festyn Święto Kaszy.

## Bibliografia

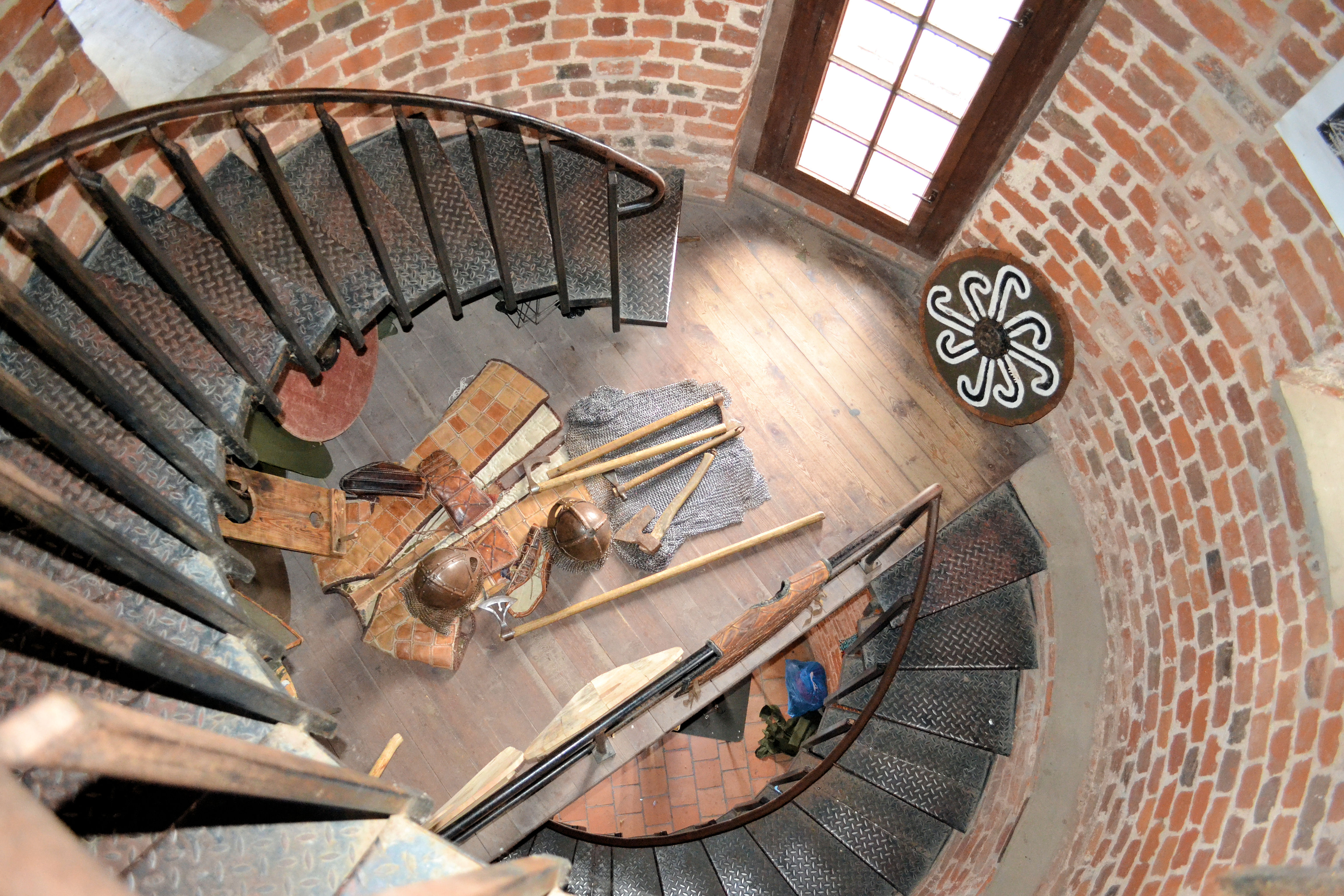
Wnętrze Baszty Kaszanej